# Thai TV Global Network
Thai TV Global Network est une chaîne de télévision nationale thaïlandaise. Propriété des Forces armées royales thaïlandaises, elle reprend en direct une grande partie des émissions de Thai TV5. 
Lancée tout à la fin des années 1990, elle est diffusée par câble sur le territoire national mais surtout par satellite dans le monde entier, faisant office de « vitrine » de la Thaïlande auprès de la diaspora mais aussi des personnes intéressées par la culture de cet état du sud-est asiatique. 
Émettant essentiellement en thaï, elle adopte dès l’origine un format généraliste et met l’accent sur l’information, le sport, le divertissement et les variétés.

## Histoire
Jusqu’au milieu des années 1990, les communautés thaïlandaises expatriées n’avaient d’autre choix que d’importer des cassettes vidéo pour pouvoir regarder des émissions en provenance de leur pays d’origine. Les choses changent en 1996 avec la création de Thaiwave, première chaîne de télévision thaïlandaise à vocation internationale. Il s’agit alors d’une chaîne à péage, émettant à raison de quelques heures par jour un programme constitué d’un bulletin d’information, de variétés et de séries thaïlandaises à succès. L’opération se solde par un échec commercial, la demande étant insuffisante dans les pays où elle était commercialisée. 
Il faut attendre encore quelques années pour qu’une nouvelle tentative soit menée, cette fois sous la forme d’une chaîne en clair diffusée 24 heures sur 24. Cette nouvelle chaîne, baptisée Thaï TV5 Global Network est diffusée dans le monde entier grâce à plusieurs satellites, le câble, puis par la télévision IP et le streaming sur internet.

## Description
Thaï TV Global Network se veut un lien entre les communautés thaïes expatriées et une vitrine pour le pays à l’étranger. Elle est en réalité une déclinaison internationale de la chaîne des Forces armées royales thaïlandaises Thaï TV5, dont elle reprend le signal la majeure partie du temps. Chaîne de format généraliste, sa grille des programmes est constituée de bulletins d’informations, de talk-shows, de variétés, de séries thaïlandaises et de sport, à commencer par le plus populaire d’entre eux, la boxe thaïe. L’antenne est complétée par des documentaires et des magazines traitant notamment de la dynastie Chakri (famille royale thaïlandaise) ainsi que par des chansons patriotiques.